# Banjar Baru
Banjar Baru is een bestuurslaag in het regentschap Way Kanan van de provincie Lampung, Indonesië. Banjar Baru telt 783 inwoners (volkstelling 2010).